# 北野精一
北野 精一（きたの せいいち、1911年1月2日 - 2000年9月1日）は、日本の経営者。日本触媒化学工業社長を務めた。兵庫県神戸市出身。

## 経歴
1932年に神戸高等商業学校を卒業。
商工省、大阪工業試験所での勤務を経て、後にヲサメ合成化學工業(後の日本触媒)に転じ、1948年1月に取締役に就任し、1963年1月に常務、1965年7月に専務を経て、1970年4月には社長に就任。1981年2月に会長、1986年2月に取締役相談役を経て、1987年2月から相談役を務めた。
1975年4月に藍綬褒章を受章し、1981年11月に勲三等旭日中綬章を受章。
2000年9月1日肺炎のために死去。89歳没。